# 穗序大黄
穗序大黄（学名：Rheum spiciforme）为蓼科大黄属下的一个种。

## 扩展阅读
- 維基物種上的相關：穗序大黄